# Auriculella expansa
Auriculella expansa là một loài ốc sên nhiệt đới hô hấp trên cạn, là động vật thân mềm chân bụng có phổi sống trên cạn. Đây là loài đặc hữu của Hoa Kỳ.